# Сумерска религија
Сумерска религија је била религија коју су практиковали људи Сумера, прва писмена цивилизација древне Месопотамије. Сумерани су сматрали да су њихова божанства одговорна за сва питања која се односе на природни и друштвени поредак. Сумерска религија развила се из локалних преисторијских култова природе и предака, да би се у доба појаве робовласничке државе уобличила у идеологију деификовања цара и царске власти и претворила у сложен теолошки систем. Познавање те теологије и вршење сложеног верског култа постале су дужности свештеника, посебне, специјализоване класе у сумерским градовима-државама.

## Преглед
Пре почетка краљевске власти у Сумеру, градовима-државама су ефективно управљали теократски свештеници и верски званичници. Касније су ову улогу заменили краљеви, али су свештеници наставили да врше велики утицај на сумерско друштво. У раним временима, сумерски храмови су били једноставне, једнособне структуре, понекад изграђене на повишеним платформама. Пред крај сумерске цивилизације, ови храмови су се развили у зигурате — високе, пирамидалне структуре са светиштима на врховима.
Сумерани су веровали да је универзум настао низом космичких рађања као што су богови. Прво, Наму, првобитне воде, родила је Ки (земљу) и Ан (небо), који су се парили заједно и родили сина по имену Енлил. Енлил је одвојио небо од земље и прогласио земљу својим власништвом. Веровало се да је људе створио Анки или Енки, син Ан и Ки.
Небо је било резервисано искључиво за божанства и веровало се да су, након њихове смрти, духови свих смртника, без обзира на понашање док су били живи, одлазили у Кур, хладну, мрачну пећину дубоко испод земље, којом је владала богиња Ерешкигал и где је једина доступна храна била је сува прашина. У каснијим временима веровало се да је Ерешкигал владала заједно са својим мужем Нергалом, богом смрти.
Главна божанства у сумерском пантеону су Ан, бог небеса, Енлил, бог ветра и олује, Анки, бог воде и људске културе, Нинхурсаг, богиња плодности и земље, Уту, бог сунца и правде, и његов отац Нана, бог месеца. Током Акадског царства, Инана, богиња секса, лепоте и ратовања, била је нашироко поштована широм Сумера и појављивала се у многим митовима, укључујући и чувену причу о њеном силаску у подземни свет.
Сумерска религија је у великој мери утицала на верска веровања каснијих месопотамских народа; елементи су задржани у митологијама и религијама Хурија, Акада, Вавилонаца, Асираца и других блискоисточних културних група. Научници упоредне митологије приметили су паралеле између прича старих Сумерана и оних које су забележене касније у раним деловима хебрејске Библије.

## Веровање

### Клинопис
Сумерски митови су се преносили кроз усмену традицију до проналаска писања (најранији до сада откривени мит, Еп о Гилгамешу, је сумерски и написан је на низу изломљених глинених плоча). Рани сумерски клинопис се првенствено користио као алат за чување записа; тек у касном раном династичком периоду религиозни списи су први пут постали преовлађујући као химне храмовне хвале и као облик „зачарања“ названог нам-шуб (префикс + „бацити“). Ове плоче су такође биле направљене од камене глине или камена, а за прављење симбола користили су мали крак.

### Архитектура
У сумерским градовима-државама, комплекси храмова су првобитно били мале, повишене једнособне структуре. У раном династичком периоду, храмови су развили подигнуте терасе и више просторија. Пред крај сумерске цивилизације, зигурати су постали пожељна храмска структура за месопотамске верске центре. Храмови су служили као културна, верска и политичка седишта све до отприлике 2500. године пре нове ере, са успоном војних краљева познатих као Лу-гал („човек“ + „велики“), након чега је политичко и војно вођство често било смештено у одвојени комплекси „палате”.

### Свештенство
До појаве Лугала („Краља“), сумерске градске државе биле су под практично теократском владом коју су контролисали различити Ен или Енси, који су служили као првосвештеници култова градских богова (њихови женски еквиваленти били су познати као Нин) Свештеници су били одговорни за наставак културних и верских традиција својих градова-држава, и сматрани су посредницима између људи и космичких и земаљских сила. Свештенство је стално боравило у храмским комплексима и управљало државним питањима, укључујући велике процесе наводњавања неопходних за опстанак цивилизације.

### Обоготворени краљеви
Неки градови у Сумеру су имали периоде у којима су њихови краљеви били обожавани као богови, а повремено су се та времена проширила на све градове у региону.

### Церемонија
Током Треће династије Ур, сумерски град-држава Лагаш је наводно имао шездесет и два „свештеника оплакивања“ које је пратило 180 вокала и инструменталиста.

## Космологија
Сумерани су замишљали универзум као затворену куполу окружену примордијалним сланим морем. Испод земаљске земље, која је чинила основу куполе, постојао је подземни свет и слатководни океан назван Абзу. Божанство свода у облику куполе названо је Ан; оно на земљи названо је Ки. Прво се веровало да је подземни свет продужетак богиње Ки, али се касније развио у концепт Кура. Првобитно морско море названо је Наму, које је постало познато као Тиамат током и након периода треће династије Ура.

### Прича о стварању
Главни извор информација о сумерском миту о стварању је пролог епа о Гилгамешу, Енкидуу и доњем свету, који укратко описује процес стварања: прво је постојао само Наму, првобитно море.  Затим је Наму родио Ан, небо, и Ки, земљу. Ан и Ки су се парили један са другим, узрокујући да Ки роди Енлила, бога бога. ветра, кише и олује. Енлил је одвојио Ан од Кија и однео земљу као своју област, док је Ан однео небо.

### Рај
Стари Месопотамци су сматрали небо као низ купола (обично три, а понекад и седам) који покривају равну земљу  и место где су боравиле свете звезде. Свака купола је била направљена од различите врсте драгог камена. Најнижа купола на небу била је направљена од јасписа и била је дом звезда. Средња небеска купола била је направљена од камена сагилмута и била је пребивалиште Игигија. Највиша и најудаљенија купола на небу била је направљена од лулуданиту камена и персонификована је као Ан, бог неба. Небеска тела су такође била изједначена са одређеним божанствима.  Веровало се да је планета Венера Инана, богиња љубави, секса и рата.  Сунце је било њен брат Уту, бог правде, а месец је био њихов отац, Нана. Обични смртници нису могли да оду на небо јер је то било пребивалиште само богова. Уместо тога, након што је особа умрла, њена или његова душа је отишла у Кур (касније познат као Иркала), мрачни сеновити подземни свет, који се налази дубоко испод површине земље.

## Сумерски пантеон
Врховно тројство богова чинили су недостижни и далеки бог неба Ану, моћни и величанствени бог земље Енлил и мудри бог воде и знања Еа. Следећи по рангу били су Син - бог Месеца, Шамаш - бог Сунца, Адад - бог олује и Иштар - богиња продуктивних снага природе. Између богова су успостављене и родбинске везе: бог Мардук сматран је сином бога Еа, бог Шамаш - сином бога месеца Сина, јер се дан, по представи Сумераца, рађа из ноћи; богињу Иштар називали су женом бога Тамуза.
Истовремено са компликовањем религије и развитком ритуала формирало се свештенство, које се у знатној мери специјализовало. Појавили су се посебни свештеници за вршење молитви, приношење жртава, прорицања, па чак и посебни свештеници-музичари. Компликовала се обрадна страна верског култа, који је све више стицао државни карактер. Свештеници су прогласили верско и световно знање за свој монопол, дефинишући знање религије за тајно познавање свега што се дешава на небу и земљи, као и свега што се тиче великих богова. Највише свештеничке дужности биле су концентрисане у рукама управљача (патеси) и царева (лугал), који су претендовали на првенствено познавање религијских тајни. Тако се митски цар Урука, Гилгамеш, назива чуваром тајног знања.